# Of Darkness...
Of Darkness… — дебютний альбом Therion виданий у лютому 1991 року. Перевиданий 27 листопада 2000 року лейблом Nuclear Blast, під час ремастерингу було додано декілька додаткових композицій.

## Опис
| Інформація про композиції | Інформація про композиції | Інформація про композиції |
| #                         | Назва                     | Тривалість                |
| ------------------------- | ------------------------- | ------------------------- |
| 1.                        | «The Return»              | 05:15                     |
| 2.                        | «Asphyxiate with Fear»    | 04:01                     |
| 3.                        | «Morbid Reality»          | 06:05                     |
| 4.                        | «Megalomania»             | 04:11                     |
| 5.                        | «A Suburb to Hell»        | 04:48                     |
| 6.                        | «Genocidal Raids»         | 05:15                     |
| 7.                        | «Time Shall Tell»         | 05:08                     |
| 8.                        | «Dark Eternity»           | 04:46                     |
| 39:29                     |                           |                           |

| Додатки перевидання | Додатки перевидання                              | Додатки перевидання |
| #                   | Назва                                            | Тривалість          |
| ------------------- | ------------------------------------------------ | ------------------- |
| 9.                  | «A Suburb to Hell» (демо-версія)                 | 05:19               |
| 10.                 | «Asphyxiate with Fear» (демо-версія)             | 04:41               |
| 11.                 | «Time Shall Tell» (з раніш невиданого матеріалу) | 04:06               |
| 12.                 | «Dark Eternity» (з раніш невиданого матеріалу)   | 04:19               |

## Склад на момент запису
- Крістофер Йонссон — гітара, вокал
- Пітер Ханссон — ритм
- Ерік Густавсон — гітара
- Оскар Форсс — ударні